# Stefano Oppo
Stefano Oppo (Oristán, 12 de septiembre de 1994) es un deportista italiano que compite en remo.
Participó en tres Juegos Olímpicos de Verano, obteniendo dos medallas, bronce en Tokio 2020 y plata en París 2024, ambas en la prueba de doble scull ligero, y el cuarto lugar en Río de Janeiro 2016, en el cuatro sin timonel ligero.
Ganó seis medallas en el Campeonato Mundial de Remo entre los años 2013 y 2023, y ocho medallas en el Campeonato Europeo de Remo entre los años 2017 y 2024.

## Palmarés internacional
| Juegos Olímpicos   | Juegos Olímpicos          | Juegos Olímpicos  | Juegos Olímpicos        |
| Año                | Lugar                     | Medalla           | Prueba                  |
| ------------------ | ------------------------- | ----------------- | ----------------------- |
| 2020               | Tokio (Japón)             | Medalla de bronce | Doble scull ligero      |
| 2024               | París (Francia)           | Medalla de plata  | Doble scull ligero      |
| Campeonato Mundial |                           |                   |                         |
| Año                | Lugar                     | Medalla           | Prueba                  |
| 2013               | Chungju (Corea del Sur)   | Medalla de oro    | Ocho con timonel ligero |
| 2017               | Sarasota (Estados Unidos) | Medalla de plata  | Doble scull ligero      |
| 2018               | Plovdiv (Bulgaria)        | Medalla de plata  | Doble scull ligero      |
| 2019               | Ottensheim (Austria)      | Medalla de plata  | Doble scull ligero      |
| 2022               | Račice (República Checa)  | Medalla de plata  | Doble scull ligero      |
| 2023               | Belgrado (Serbia)         | Medalla de bronce | Doble scull ligero      |
| Campeonato Europeo |                           |                   |                         |
| Año                | Lugar                     | Medalla           | Prueba                  |
| 2017               | Račice (República Checa)  | Medalla de bronce | Doble scull ligero      |
| 2018               | Glasgow (Reino Unido)     | Medalla de bronce | Doble scull ligero      |
| 2019               | Lucerna (Suiza)           | Medalla de plata  | Doble scull ligero      |
| 2020               | Poznań (Polonia)          | Medalla de oro    | Doble scull ligero      |
| 2021               | Varese (Italia)           | Medalla de bronce | Doble scull ligero      |
| 2022               | Múnich (Alemania)         | Medalla de plata  | Doble scull ligero      |
| 2023               | Bled (Eslovenia)          | Medalla de plata  | Doble scull ligero      |
| 2024               | Szeged (Hungría)          | Medalla de plata  | Doble scull ligero      |